# パラス (小惑星)
パラス（英: 2 Pallas）は、小惑星帯最大の小惑星。以前はケレスが最大の小惑星であったが、2006年のIAU総会でケレスが準惑星に分類されたため、小惑星帯ではパラスが最大の小惑星となった。なおパラスも将来的に準惑星に分類される可能性がある。
1802年3月28日にドイツのブレーメンでヴィルヘルム・オルバースにより発見され、ギリシア神話に登場するトリートーンの娘パラスにちなんで命名された（ギリシア神話にはパラスという名の男性も登場するが、初期の小惑星はすべて女性名が付けられた）。

## 特徴

パラスの軌道。青がパラス、
赤が惑星（一番外側の赤は木星）、
黒が太陽。

パラスは小惑星帯（メインベルト）の中では、ケレス（2006年以降は準惑星に分類）に次いで大きい天体である。軌道はメインベルトの中央部分に位置するが、大型の小惑星にしては軌道傾斜角と離心率が大きい。パラスの構成成分は独特であるが、C型小惑星に大変よく似ている。
パラスによる星の掩蔽（恒星食）は数回観測されており、それによって正確な直径が得られた。
1979年5月29日の恒星食で、パラスに直径1km程度の衛星があると報告されたが、確証は得られていない。1980年にはスペックル干渉法により直径175kmの衛星が見つかったと報告されたが、後に間違いだと分かった。
2007年にハッブル宇宙望遠鏡によりパラスの映像が撮影され、正八面体に近い形が確認された。
元素のパラジウム（原子番号46）はパラスにちなんで命名された。